# Vitsebsks voblast
Vitsebsks voblast (ryska: Vitebsk) är ett län (voblast) i Belarus. Huvudort är Vitsebsk. Andra stora städer är Orsja och Navapolatsk.

## Källa
1. ↑  GeoHive - Belarus Arkiverad 17 december 2013 hämtat från the Wayback Machine.